# Алекси Атанасов
Алекси Атанасов (на гръцки: Αλέξιος Αθανασίου) е виден български зограф и иконописец от XIX век, работил в Пловдивско и Станимашко. Асен Василиев го определя като „опитен зограф с богато въображение“.

## Биография
Алекси Атанасов е роден около началото на XIX век в южномакедонския град Негуш, тогава в Османската империя. Около 1830 година се настанява в село Горни Воден, а по-късно се премества в Станимака. Подписва се „Изограф Воденски“. Вероятно е учил образопиство в атонските ателиета.

## Бачковски манастир
В 1846 година изписва върху северната стена на трапезарията на Бачковския манастир разгъната обратна перспектива на манастир с образите на всички ктитори и обновители в религиозна процесия с чудотворната икона на Богородица.
Стенописите от същата 1846 година върху външните стени на килиите са унищожени от пожар в 1902 година и стените са съборени в 1927 година. В стенописите са били представени единадесет апостоли и Рождество Христово, Кръщение, Възкресение, Възнесение и Преображение. Запазени са на стара снимка. Според Станимир Станимиров надписът е гласял:
| „ | Настоящата зография се направи във време на игуменството на г. йеромонах Кирил в 1846 г. юлий 22. Зографията е направена чрез моята ръка Алексий Атанасов от Негуш. | “ |

Датирана 1847 година икона на Свети Тома с житийни сцени е поставена в южния проскинитарий на църквата „Свети Георги“ в Амбелино.

## Горноводенски манастир
Между 1847 и 1850 или между 1850 и 1852 година Алекси Атанасов изписва стенописите в съборния храм на Горноводенския манастир „Св. св. Кирик и Юлита и Св. Параскева“. Зографският надпис над главния вход на църквата е на гръцки и в превод гласи: „
| „ | При игуменството на хаджи отец Йероним Пловдивски, при надзирателството на воденци, изографиса се от ръката на Алекси Атанасов от Негуш този свят и многопочитан храм на името на Свети Кирик и на Света Параскева, от подбудата на пресветите... и Йосиф и със средствата на милеещите за православието християни от Пловдивската епархия, които Господ да пази и възнагради. | “ |

В живописта са включени множество евангелски сцени, повечето многофигурни. В южния певник са представени и пет житейски сцени на патрона на манастира Свети Кирик и майка му Юлита, а в северния певник е житието на Света Параскева. В зоната на правите светци Алекси Атанасов е изписан и Свети Иван Рилски – светецът покровител на българската нация, както и новият за времето си светец Георги Янински. Някои сцени на Атанасов пресъздават народния бит. „Тайната вечеря“, например, е като във воденска къща – на трапезата има съвременни дървени лъжици, купи и сахани. Дарителят на някои сцени Славе овчар е изписан заедно с овцете и овчарските кучета. Атанасов умело използва архитектурната украса и природните пейзажи за да създаде вярна представа за пространствеността. В тези му стенописи освен „голямото творческо въображение и високата художествена култура на Алекси Атанасов, личи и влияние на по-старата италианска живопис с църковна тематика“.
В 1862 година Алекси Атанасов изписва изцяло и манастирския параклис „Св. св. Кирик и Юлита“.
- Стенописи от Горноводенския манастир
- Архангел Гаврил, Свети Зосим и Света Мария Египетска
- Свети Артемий и Свети Георги
- Сцени в купола
- Свети Орест и Архангел Михаил взима душата на богатия
- Христос Вседържител

В 1852 година Алекси Атанасов изписва стенописите в енорийския храм „Свети Николай“ в село Катуница. В 1857 година рисува икони за църквата „Успение Богородично“ в родопското село Широка лъка, а през 1858 година изписва стенописите в храма „Свети Георги“ в Пашмакли ( днес град Смолян). На следната 1859 година рисува икони на църквата „Свето Възнесение Господне“ в Чирпан. На иконата на Свети Мина, убиващ с копието си вълк, се е подписал: „Изобразісѧ отъ Алексіѧ Изографъ воденски 1859“. Така са подписани и иконите на Свети Тома и на Свети Стефан. В 1861 година рисува икони за храма „Свети Архангел Михаил“ в Чирпан. На иконата на Неделя всех светих има надпис „Еснафъ Бакалски отъ Чирпанъ, х: Вейко, Валчанъ, Цено, Михалаки, х. Хрісто, Дочо, Нецо, Петко, Ганчо, Гіѡрганъ, Стоічо, Душо, Никола, х. Неселчо, Гіѡрги, Кѵрю, Тони, Гочо, Манчо, Хрісто, Аѳанасъ, Стою, Кѵро, Кірю, Петку, Пейчо, Іѡванъ, Гено, Гіѡргакъ, Ване, 1861. Маіа 20 Алексіѧ Изѡгра ѿ Станим.“
Алекси Зограф е автор и на икона „Света Богородица с Младенеца“ в църквата „Благовещение Богородично“ в Кръстополе, Ксантийско. Според някои изследователи Алекси Атанасов е автор на някои от иконите в храма „Успение Богородично“ в Горни Воден, като на него също така се приписват и първия слой стенописи, съзададени при издигането на храма в 1833 година.
В 1857 година епископ Поликарп Патарски издава в Цариград книгата „Житие и история святьiх отец нашьiх Кирилла и Методия Болгарскьiх Просветителех“ . В нея образите на Кирил и Методий са рисувани от Корнилий Тромонин, а гравирани – от Алекси Атанасов.
- Икони
- „Апостол Тома с житийни сцени“, „Успение Богородично“ в Широка лъка, 1859 г.
- „Света Богородица с Младенеца“ в църквата „Свето Благовещение“ в Кръстополе

## Араповски манастир
В периода 1863 – 1864 година Алекси Атанасов изписва стенописите в съборния храм на Араповския манастир „Света Неделя“. В изписването на манастира участва и чирпанлията Георги Данчов, който учи при Алекси Атанасов от 1861 година.
Стенописите покриват изцяло стените, сводовете, купола, певниците и преддверието на църквата. Сцените са от житието и страданията на Исус Христо, Света Богородица, патрона на храма Света Недея, както и на Свети Йоан Кръстител, Света Параскева и други. Стенописите са пропити с възрожденски дух. Канонът при изобразяването на Кирил и Методий и разчупен и те са представени като като проповедници и покръстители на българския народ. Животът им е изписан за пръв път в българската монументална живопис в цял цикъл от десет последователни теми, сред които сцените с кръщенето на Свети Цар Борис от Методий и смъртта и погребението на двамата братя. В първия регистър на южната и западната стена са изписани сцени от житията на български светци като Патриарх Евтимий, Йоаким Търновски, Марко Преславски, Теофилакт Търновски, Иларион Мъгленски, Онуфрий Габровски и други. Вторият цикъл от десет сцени е от житието на покровителя на България Свети Иван Рилски, сред които и сцена със срещата му с цар Петър I. Запазени са и много сцени с битови елементи, които подчертават основния поминък и природата на околностите.

## Къпиновски манастир
През 1864 година Алекси Атанасов изписва стенописите в параклиса „Въведение Богородично“ на Къпиновския манастир. Параклисът е на втория етаж на манастира и на входа му е изобразен групов портрет на построилите корпуса на манастира и параклиса ктитори братя Хорозовски от Елена с модел на манастирските сгради. На южната стена на параклиса е изписана поредица български светци: Иван Рилски, Иларион Мъгленски, Петка Търновска, Теодосий Търновский и други. Стенописите се приписват на Алекси Атанасов по маниера, типажа, колорита и други елементи.
Помощник на Алекси Зограф е синът му Евтим Алексов, роден около 1830 година в Станимака. Евтим Атанасов е работил заедно с Динко К. Шишков в село Брегово, Пловдивско, където им помагал и синът му.
Алекси Атанасов умира около 1880 година. Името му носи улица в Асеновград.